# Valentino Cerruti
Valentino Cerruti (Valle Mosso, 14 de fevereiro de 1850 — Valle Mosso, 20 de agosto de 1909) foi um físico e político italiano.
Em 1873 fomou-se em engenharia pela Universidade Politécnica de Turim. Foi em seguida assistente na Escola de Engenharia da Universidade de Roma, onde tornou-se professor de mecânica racional em 1877.
Foi membro da Accademia dei Lincei. Em 23 de agosto de 1884 (Matrikel-Nr. 2481) foi eleito membro da Academia Leopoldina.